# Иоганн Баптист Австрийский
Эрцгерцог Иоганн Австрийский (нем. Johann von Österreich), полное имя Иоганн Баптист Йозеф Фабиан Себастьян (нем. Johann Baptist Josef Fabian Sebastian; 20 января 1782, Флоренция — 11 мая 1859, Грац) — эрцгерцог Австрийский, австрийский фельдмаршал, русский генерал-фельдмаршал, сын императора Леопольда II и испанской инфанты Марии-Луизы, брат Франца II.

## Биография
С детства изучал военное дело, считался самым талантливым среди братьев. С 1795 года шеф 1-го драгунского полка. Участвовал неоднократно в наполеоновских войнах. Несмотря на выдающуюся личную храбрость, не раз терпел поражения от французских генералов (в 1800 году — при Гогенлиндене).
В начале кампании 1809 года захватил врасплох войска Евгения Богарне и нанёс им поражение при Сачиле. Но после известий о поражении австрийцев в Германии и подходе к Богарне подкреплений во главе с Э. Макдональдом отступил в Пиаве и Тальменто, а затем был отброшен за Норичские Альпы. Отступив к Раабу, он занял неприступную позицию, но 14 июня был выбит с неё Богарне. Во время сражения при Ваграме находился в районе Маршега и прибыл на поле сражения, когда основные силы австрийцев были уже разбиты.
Главным центром его деятельности был Тироль, где он готовил народ к восстанию против французов. В 1815 году, командуя австрийской резервной армией, взял крепость Гюнинген. После окончания военных действий был назначен главным директором инженерной части. Занимался историей и естествоведением, объехал из конца в конец Тироль, Штирию, Каринтию, собрал богатые естественно-исторические и археологические коллекции, которыми обогатил Инсбрукский университет и дал возможность сопровождавшим его специалистам исследовать весь этот край в историческом, этнографическом и экономическом отношениях. Он заботился также об улучшении системы укреплений и о целесообразном устройстве сети сухопутных и водяных сообщений.
29 августа 1835 года был награждён орденом Св. Андрея Первозванного.
В 1823 году эрцгерцог Иоганн к большому неудовольствию родственников женился морганатическим браком на простолюдинке — дочери тирольского почтмейстера Анне Плохль (1804—1885), которой было дозволено принять вначале титул баронессы фон Брандхофен (4 июля 1834 г.), а затем графини фон Меран (29 апреля 1844 г.). Этот титул носил и их сын Франц Людвиг, потомство которого продолжается и по сей день (среди них — дирижёр Николаус Арнонкур). После опалы, вызванной этим браком, эрцгерцог вновь выдвинулся на политическое поприще с началом революционных событий 1848 года. Император Фердинанд, оставив Вену, назначил его там своим наместником; Франкфуртское национальное собрание выбрало его имперским викарием; в этой должности он оставался до 20 декабря 1849 года.
В Граце ему в 1878 году поставлен памятник.
Изображен на австрийских почтовых марках 1959 и 1984 года.

## Награды
- Орден Золотого руна (1792)
- Военный орден Марии Терезии, большой крест (1809)
- Военный орден Марии Терезии, командорский крест (1805)
- Королевский венгерский орден Святого Стефана, большой крест
- Австрийский орден Леопольда, большой крест (1809)
- Орден Святого Губерта (Королевство Бавария)
- Орден Верности (Великое герцогство Баден)
- Орден Леопольда I, большой крест (Бельгия)
- Орден Вюртембергской короны, большой крест (Королевство Вюртемберг)
- Орден «За военные заслуги», большой крест (Королевство Вюртемберг)
- Орден Людвига, большой крест (Великое герцогство Гессен)
- Орден Спасителя, большой крест (Греция)
- Орден Нидерландского льва, большой крест (Нидерланды)
- Орден Заслуг герцога Петра-Фридриха-Людвига, большой крест (Великое герцогство Ольденбург)
- Орден Чёрного Орла (Пруссия)
- Орден Красного Орла, 1-го класса (Пруссия)
- Орден Святого Андрея Первозванного (Россия, 29.08(10.09).1835)
- Орден Святого Александра Невского (Россия, 29.08(10.09).1835)
- Орден Белого орла (Россия, 29.08(10.09).1835)
- Орден Святой Анны 1-й степени (Россия, 29.08(10.09).1835)
- Орден Саксен-Эрнестинского дома, большой крест (Герцогства Саксен-Альтенбург, Саксен-Кобург-Гота, Саксен-Мейнинген)
- Орден Рутовой короны (Королевство Саксония)